# Michael van Walt van Praag
Pour les articles homonymes, voir van Praag.
Ne doit pas être confondu avec Michael van Praag.
Michael C. van Walt van Praag, né le 12 novembre 1951 à Bruxelles, est un professeur néerlandais de droit international, avocat international spécialisé dans la résolution des conflits intra-étatiques. Ancien secrétaire général de l'Organisation des nations et des peuples non représentés, il est conseiller juridique du dalaï-lama et du gouvernement tibétain en exil depuis 1984. Il est président exécutif de Kreddha, une organisation non gouvernementale internationale qu'il a fondée en 1999 pour la prévention et la résolution des conflits intra-étatiques violents.

## Biographie

### Famille
Michael C. van Walt van Praag, né le 12 novembre 1951 à Bruxelles, est le fils de Hendrik Maurits van Walt van Praag (1912-1999), ambassadeur des Pays-Bas en dernier lieu au Luxembourg (1972-1976), avant cela, en Nouvelle-Zélande (1967-1970) et qui a également mené un travail de résistance pendant la Seconde Guerre mondiale, et d'Odette Joséphine Hortense Angèle van der Elst (1914-1986). Il a épousé Lynn Mary Churchill en 1983.

### Éducation
Entre 1957 et 1968, il suit une éducation primaire en Italie, puis secondaire à Hong Kong et en Nouvelle-Zélande. Entre 1969 et 1970, il étudie les sciences politiques, l’histoire, l’économie et le russe à l’université Victoria de Wellington en Nouvelle-Zélande. Il obtint un Master of Laws, à l'université de Wayne State dans le Michigan, en 1979. À l’université d'Utrecht, il obtient un Master of Laws en 1980, puis un doctorat en philosophie du droit en 1986. Il est Président du Tibetan Children's Relief Society of NewZealand et éditeur du Tibetan Bulletin de Nouvelle-Zélande entre 1968 et 1970. Il commence des recherches au Department of Central Eurasian Studies (Indiana University) (en) à l'université d'Indiana (Bloomington) en 1982. Il est Visiting Scholar à la Law School de l’université Stanford entre 1982 et 1983, et commence des recherches à l'Berkeley entre 1983 et 1984, période pendant laquelle il est aussi professeur en politiques internationales à Monterey Institute of International Studies (en).

### Carrière
Il exerce des fonctions dans des cabinets d’avocat entre 1985 et 1990, successivement chez  Wilmer Cutler Pickering Hale and Dorr (en) puis chez Pettit & Martin.
Michael van Walt van Praag propose une association libre du Tibet avec la Chine et aurait dû aider l'équipe tibétaine de négociation lors des négociations tibéto-chinoises qui devaient se tenir à Genève en janvier 1989, mais elles furent annulées par Pékin, marquant la fin d'un dialogue initié 10 ans plus tôt,.
Il est conseiller d’une délégation du gouvernement d'Abkhazie lors des pourparlers de paix entre la Géorgie et l’Abkhazie entre 1994 et 1996. Il sera ensuite conseiller d’une délégation du gouvernement de Tchétchénie durant les négociations entre la république de Tchétchénie et la fédération de Russie entre 1995 et 1997. Il est aussi conseiller juridique lors des pourparlers de paix de Bougainville entre 1995 et 1996. Il a été consultant pour le Programme des Nations unies pour le développement entre 1995 et 1996.
Entre 1991 et 1998, il est secrétaire général de l'UNPO Organisation des nations et des peuples non représentés. Entre 1997 et 1998, il collabore avec deux douzaines de bénévoles du Centre pour la justice au Tibet, pour réaliser une étude portant sur 34 régimes autonomes et d'autogouvernance. Cette étude était destinée à aider l'UNPO et les états dans l'analyse et les négociations de relations autonomes à venir. 
Il est nommé Visiting Scholar, Institute of International Studies de l’université Jawaharlal-Nehru, en 1999, puis conseiller juridique, ministre des Affaires étrangères et de la coopération de l'Administration transitoire des Nations unies au Timor oriental entre 2001 et 2002. Il est également membre du Netherlands Development Assistance Research Council (RAWOO) entre 1997 et 2007 et l'un des fondateurs de la Fondation du Gaden Phodrang du Dalaï-Lama. Il est depuis membre de la Commission Internationale des Chittagong Hill Tracts. Entre 2011 et 2014, il est Visiting Professor de l'Institute for Advanced Study où il est professeur de politique et de droit international a l'Institut de Hautes études de Princeton. Il est président exécutif du Kreddha (Conseil international de paix des États, des peuples et des minorités) qu'il a fondé en 1999.
Michael van Walt van Praag parle l'anglais, le français, le néerlandais, l'italien et le russe.

## Prix et honneurs universitaires
- 2008 : Prix Ramon Llull International, Barcelone, Espagne
- 1995 : World Gratitude Prize for Peace, New York
- 1978 : Jessup International Moot Court Competition (Second prix individuel, troisième prix d'équipe).
- 1978-1979 : D. J. Dykhouse Scholarship pour des études approfondies en droit.

## Liste de publications
- 2020, avec Miek Boltjes, Tibet Brief 20/20, Outskirts Press,  (ISBN 1977232817 et 978-1977232816)
- 2019, avec Timothy Brook et Miek Boltjes, Sacred mandates : Asian international relations since Chinggis Khan, Chicago, The University of Chicago Press,  (ISBN 9780226562933 et 022656293X)
- 2000 : Mobilizing Knowledge for Post-Conflict Development and Development at the Local Level (RAWOO, The Hague, mai 2000).
- 1999 : RAWOO Report on Local Approaches to Post Conflict Management (RAWOO, The Hague, 1999)
- 1998 : The Implementation of the Right to Self-Determination as a Contribution to Conflict Prevention, Report of the International Conference of Experts (21 - 27 novembre 1998), UNESCO Division of Human Rights, Democracy and Peace, UNESCO Centre of Catalonia (Barcelone, 1999)
- 1995 : Le statut du Tibet[8], extrait de la prise de position de M. Michael Van Walt Van Praag à l'audition sur le Tibet organisé à la Commission des Affaires étrangères du Parlement allemand - Bonn, le 19 juin 1995.
- 1989 : Introduction de The Legal Status of Tibet, Three Studies by Leading Jurists, 1989, Dharamsala, Office of Information & International Relations
- 1987 : The Status of Tibet: History, Rights and Prospects in International Law, Westview Press / Wisdom Press, Boulder / London, 1987 ; reimprimé en 1992,  (ISBN 0-8133-0394-X)
- 1986 : Population Transfer and the Survival of the Tibetan Identity, Special Report Series, U.S. Tibet Committee (New York, 1986; revised édition 1988)